# Roggwil (Bern)
Roggwil (BE) is een gemeente en plaats in het Zwitserse kanton Bern, en maakt deel uit van het district Oberaargau.
Roggwil (BE) telt 3.862 inwoners.